# West End Games
La West End Games (WEG) è stata una casa editrice statunitense di giochi da tavolo, di ruolo e di wargame, fondata da Daniel Scott Palter nel 1974 a New York, ma successivamente trasferitasi a Honesdale, Pennsylvania. I suoi prodotti più famosi sono stati i giochi di ruolo Paranoia, Torg e Star Wars.
In seguito al declino delle vendite fu costretta a dichiarare bancarotta nel 1998 e il marchio West End Games venne acquisito nel 1999 da una controllata dell'editore francese Humanoïdes Associés, che formò la società D6Legends, pubblicando i giochi come West End Games e nel 2003 da Eric J. Gibson che formò la Purgatory Publishing, sempre pubblicando come West End Games. Nel 2010 la Purgatory Publishing venne dissolta e le rimanenti proprietà intellettuali della West End Games cedute ad altri editori.

## Storia
La West End Games venne fondata nel 1974 da Scott Palter usando il sostegno economico dell'industria di famiglia (la Bucci Imports, importatrice di scarpe, borse e altri accessori dall'Italia), con lo scopo di pubblicare wargame a cui Palter si era appassionato nel periodo di studi universitari.
Per circa una decina di anni, fino al 1983 pubblicò wargame di ambientazione storica, alcuni scritti da Palter, rimanendo una piccola casa editrice (al 1983 aveva due dipendenti e aveva un fatturato annuo di 100000 $) Il gioco di maggior successo di questo periodo è stato probabilmente Imperium Romanum: The Clash of Legions (Albert Nofi, 1974).
Nel 1983 la situazione comincia a cambiare con l'arrivo di Greg Costikyan e Eric Goldberg, ex dipendenti della storica SPI che l'anno precedente era stata acquisita dalla TSR. Costikyan e Goldberg da anni lavoravano al progetto di un gioco di ruolo ambientato in un futuro distopico controllato da un computer onnipotente, sviluppato sulla base di una campagna casalinga arbitrata da Dan Gelber. Probabilmente a causa della novità dell'ambientazione e della rottura di diverse convenzioni di gioco non erano stati capace di interessare una casa editrice alla sua pubblicazione. Comunque con Golberg come vice presidente della ricerca & sviluppo della West End Games, riuscirono a licenziare il gioco di ruolo, Paranoia alla West End Games per la pubblicazione. Paranoia venne pubblicato l'anno successivo nel 1984 (dopo essere stato riscritto da Ken Rolston) ottenendo un buon successo di pubblico e vincendo l'Origins Award per il miglior gioco di ruolo.
La West End Games continuò anche a pubblicare wargame e giochi da tavolo, anche se allontanandosi dal genere storico e rivolgendosi al fantasy e alla fantascienza. Il primo di questi fu Bug Eyed Monsters (Costikyan 1983), tra cui tre giochi ambientati su licenza nell'universo di Star Trek, un librogame Star Trek: The Adventure Game (Costikyan, 1985), un gioco da tavolo Star Trek: The Enterpreise Encounter (Bill Eberle, Jack Kittredge e Peter Olotka, 1985) e un insieme di tre solitari Star Trek III (Greg Costikyan, John M. Ford, Doug Kaufman, 1985). Questi ultimi giochi furono anche motivo di discussione con la FASA, che aveva i diritti per la produzione di giochi di ruolo basati su Star Trek. Tra gli altri giochi da tavolo pubblicati in questo periodo c'è anche la ristampa di un classico come Cosmic Encounter nel 1986, King & Things (Tom Wham, 1985) e Tales of Arabian Night (Eric Goldberg, 1985).
Nel 1986 ottenne la licenza per la pubblicazione di un gioco di ruolo basato sul film Ghostbusters, che verrà progettato da Sandy Petersen, Lynn Willis e Greg Stafford
della Chaosium. Il regolamento scritto dal gruppo di autori della Chaosium, Ghostbusters: A Frightfully Cheerful Roleplaying Game costituì il nucleo su cui sarà elaborato il D6 System.
Nel 1987 acquisì la licenza per produrre un gioco di ruolo basato su Guerre stellari. Poiché l'ultimo film (Il ritorno dello Jedi) era stato pubblicato da ormai tre anni e anche la serie a fumetti pubblicata dalla Marvel Comics era terminata l'anno precedente, non era considerata una licenza particolarmente appetibile. Ma Star Wars the Roleplaying Game incontrò un successo di dimensioni inaspettate, arrivando rapidamente a superare in popolarità Traveller, che fino a ad allora era stato il principale gioco di ruolo di fantascienza. Il regolamento, sviluppato da Costikyan e Doug Kauffman, era basato su quello di Ghostbusters Parte del successo della nuova linea fu anche dovuto al fatto che i manuali di ambientazione erano interessanti anche per gli appassionati di Star Wars interessati a approfondire l'ambientazione e la stessa Lucasfilm, quando incaricò Timothy Zahn di scrivere quella che sarebbe diventata la Trilogia di Thrawn gli inviò una scatola di manuali della West End Games per documentarsi.
Nel 1987 Greg Costikyan ed Eric Goldberg lasciarono la West End Games, l'anno successivo anche Ken Rolston. In conseguenza di ciò la qualità dei supplementi di Paranoia cominciò a declinare significativamente. Il tono generale delle avventure cambiò sempre più da satira sarcastica a parodia, e venne introdotto un metaplot in cui il Computer veniva prima eliminato e poi reinserito. La West End Games tentò un'ultima volta di risollevare la linea con la pubblicazione di quinta edizione nel 1995 senza successo.
Nel 1989 viene pubblicata Ghostbusters International, la seconda edizione di Ghostbusters, ma dopo la pubblicazione di una mezza dozzina di supplementi nel 1990 la West End Games decise di non rinnovare la licenza.
Nel 1990, dopo un anno di campagna pubblicitaria, la West End Games pubblicò Torg, un'ambientazione in un futuro prossimo in cui la terra era stata invasa da altre realtà dimensionali che avevano cambiato la natura stessa delle leggi naturali per adattarle alla
propria dimensione di provenienza. L'ambientazione era supportata da un regolamento universale, che permetteva con le stesse regole di gestire i vari paradigmi della realtà magia, tecnologia, spiritualità. L'idea non era nuova, già GURPS (1986), da qualche anno sosteneva l'idea di un regolamento universale, ma a questo Torg aggiunse anche un'ambientazione coerente in cui le varie realtà si fondessero insieme. Comunque nonostante il forte supporto iniziale dato a questa linea di prodotti divenne chiaro nel giro di un paio di anni che questa non era riuscita a trovare un pubblico sufficiente a sostenerla, il supporto a essa declinò e la linea fu chiusa definitivamente nel 1995 con War's End.
A differenza delle altre linee di giochi di ruolo, Star Wars continuò a vendere bene, grazie anche alla pubblicazione dei romanzi della Trilogia di Thrawn di Timothy Zahn e una nuova linea di fumetti pubblicata dalla Dark Horse, che avevano rinnovato l'interesse del pubblico. Nel 1992 viene pubblicata una seconda edizione del gioco di ruolo, supportata dalla ristampa di vecchi supplementi aggiornati e dalla pubblicazione di nuovi. Nel periodo 1994-1997 la West End Games pubblicò anche una rivista, Star Wars Adventure Journal dedicata al gioco.
Cercando nuove linee da pubblicare la West End Games, decise di adottare il sistema di gioco di Torg come sistema in-house per le sue linee di prodotti, pubblicando prima Shatterzone (1993), un'ambientazione space opera, quindi Masterbook (1994), un vero e proprio regolamento generico, come per esempio GURPS. Sulla base di questo regolamento vennero pubblicati diverse ambientazioni, sia originali come per esempio il fantasy/noir The World of Bloodshadows (1994) che soprattutto su licenza, come The World of Indiana Jones basata sulle avventure del famoso archeologo o The World of Necroscope, basato su una serie di romanzi di Brian Lumley. Comunque nessuna di queste linee riuscì a trovare una propria nicchia di mercato.
Nel 1996 la West End Games decise di rivedere la propria decisione di adottare il Masterbook Sytem come sistema in house e pubblicò il regolamento generico The D6 System: The Customizable Roleplaying Game basato sul sistema usato per Star War. Pubblicò Adventure of Indiana Jones (1996) e Men in Black (1997) basati su questo sistema e allo stesso tempo interruppè la pubblicazione di manuali basati sul Masterbook System. Il D6 System venne ulteriormente semplificato nel 1998 e usato per la pubblicazione di The Hercules & Xena Roleplaying Game basato sui telefilm Hercules e Xena - Principessa guerriera.

### Bancarotta
Nel luglio 1998 la West End Games dichiarò bancarotta secondo il Chapter 11. Sono state discusse varie cause per questo declino, da un generale effetto deleterio che la crescita del mercato dei giochi di carte collezionabili stava avendo sull'intero mercato dei giochi di ruolo, ai resi dei libri dalle catene librarie che stavano consolidandosi in grossi negozi, a una serie di stravaganti ma fallimentari linee di gioco che la West End Games aveva lanciato nel tentativo di ottenere lo stesso successo ottenuto da quella dedicata a Guerre Stellari (Torg, Shatterzone e i vari manuali basati sul sistema Masterbook) e il supporto loro dato anche dopo che era chiaro che non erano riuscite a trovare un pubblico. In conseguenza della bancarotta la pubblicazione di Stargate SG-1 role-playing game ormai completato venne annullata.
I problemi furono aggravati dal fatto che molte delle linee fallite erano basate su licenze costose, come Men in Black, Xena - Principessa guerriera, Hercules, Necroscope e I racconti della cripta. Nessuna di queste ebbe il successo di Ghostbusters o di Guerre Stellari e il costo aggiuntivo di acquisirle rese ancora più grave il loro insuccesso; inoltre a causa delle difficoltà economiche la West End Games dovette rinunciare alle licenze (o queste furono ritirate dai detentori) e pertanto la sua linea di prodotti venne ulteriormente decimata dalla crisi. Per la fine degli anni novanta la qualità percepita dei prodotti della West End Games era anche in calo, la "Fith Edition" di Paranoia e gli ultimi supplementi della seconda edizione erano stati ricevuti così male (sia criticamente che commercialmente) che quando una nuova edizione di Paranoia venne prodotta dalla Mongoose Production Allen Varney (autore della nuova edizione) dichiarò quei prodotti erano "inprodotti" ("unproducts") e che semplicemente non esistevano per quanto riguardava la continuità dell'ambientazione.
Un altro possibile fattore del fallimento della West End Games può essere stata la sua incapacità nello stabilire una presenza in Internet anche dopo che la maggior parte delle altre compagnie erano già presenti da anni. L'unico presenza della compagnia in rete era un indirizzo email su America Online. Sebbene questo possa aver giocato un ruolo nell'indebolirne la posizione di mercato, l'evento culminante fu la confusa gestione della West End Games da parte della sua compagnia madre, il Bucci Retail Group. Quando anche la Bucci aprì una pratica di bancarotta divenne chiaro che la West End Games non avrebbe potuto sopravvivere.
I licenziatari ritirarono tutte le licenze concesse, tra cui la più significativa quella di Guerre Stellari, forzando la West End Games a liquidare la maggior parte delle sue proprietà, inclusi molti libri invenduti. Ironicamente la compagnia creò infine un sito web nel periodo della bancarotta per facilitare la liquidazione dello stock.
I problemi della compagnia furono aggravati da una disputa legale tra Palter e gli autori originali di Paranoia per i diritti sul gioco, sebbene in un'intervista Palter dichiarò che il caso aveva poca importanza e annunciò una nuova edizione di Paranoia per l'estate del 1999 non ebbe la possibilità di farlo e nel 2000 un tribunale assegnò i diritti agli autori originali.

### D6Legends
Comunque Palter continuò a lottare per la sua compagnia e il 23 marzo 1999 annunciò la fusione (anche se in realtà si trattò di un acquisto) con la Yeti Entertaintment, una controllata dell'editore francese Les Humanoïdes Associés, che all'epoca stava cercando di espandersi negli Stati Uniti. Palter a capo della nuova azienda D6Legends pubblicò due giochi di ruolo basati sul D6 System il supereroistico DC Universe (Fred Jandt e Nikola Vrtis, 1999) ambientato nei fumetti della DC Comics e The Metabarons Roleplaying Game (Peter Schweighofer, 2001) basato sull'ambientazione del fumetto Saga dei Meta-Baroni di Alejandro Jodorowsky e Juan Giménez. Quest'ultimo fu però un insuccesso negli Stati Uniti, anche se in Francia furono pubblicati alcuni supplementi e Les Humanoïdes Associés decise di sospendere la produzione di giochi di ruolo, lasciando libero Palter.
La Les Humanoïdes Associés tentò di commercializzare la licenza per l'uso del D6 System, ma l'unico acquirente fu la Final Sword Production, una nuova azienda di Palter stesso, che produsse un singolo prodotto, Psibertrooper (Ron Fricke e Scott Palter, 2002), un gioco di ruolo fantascientifico di robot giganti.

### Purgatory Publishing
Les Humanoïdes Associés mise in vendita la West End Games nel novembre 2002. Il 14 novembre 2003 annunciò la vendita a Eric J. Gibson, che nel 2003 spostò la sede della compagnia a Downingtown. La nuova società trasformò il D6 System in un sistema più generico, pubblicando tre manuali D6 Adventure (2004), D6 Fantasy (2004) D6 Space (2004) e pubblicando nel 2004 e 2005 vari supplementi con avversari e locazioni per le tre ambientazioni. L'ultimo prodotto fu l'ambientazione fantascientifica Fires of Amatsumara (2006).
Gibson tentò anche di rivitalizzare Torg, ma gli unici prodotti pubblicati furono, in formato elettronico, una guida introduttiva per i nuovi giocatori e un nuovo manuale base, Torg Revised and Expanded (2005) che incorporava commenti dagli appassionati e dei supplementi.
Sfortunatamente la nuova linea D6 System, anche se apprezzata dagli appassionati, non si rivelò redditizia anche per il costo di produzione dei manuali a copertina rigida. In un ultimo tentativo di risollevare le sorti della compagnia, venne pubblicizzata nel 2007 la pubblicazione di Septimus, un nuovo gioco di ruolo di Bill Coffin, noto autore di molti manuali della Palladium Books e aperte le sottoscrizioni per il preordine dei nuovi manuali. Ma anche con i preordini Gibson non riuscì a ottenere fondi sufficienti per pubblicare il nuovo gioco. Nel 2008 la pubblicazione di Septimus venne ufficialmente cancellata e solo dopo un anno Gibson riuscì a rifondere gli acquirenti. Bill Coffin's Septimus venne infine pubblicato nel 2009 come PDF
Nel 2010 la West End Games venne chiusa definitivamente, il D6System venne distribuito sotto la Open Gaming License, i diritti su Torg ceduti all'editore tedesco Ulisse Spiele, il MasterBook system (il sistema di gioco su cui è basato Torg) e le ambientazioni Bloodshadows e Shatterzone all'editore statunitense Precise Intermedia.

## Autori associati
Tra gli autori di giochi che sono stati associati con la West End Games vi sono:
- Greg Costikyan
- Paul Murphy
- Eric Goldberg
- Joe Balkoski
- Jon Southard
- Jeff Briggs
- Ken Rolston
- Bill Slavicsek

## Giochi pubblicati

### Giochi di ruolo
- Daniel Seth Gelber, Greg Costikyan, Eric Goldberg e Ken Rolston (1984),Paranoia
- Sandy Petersen, Lynn Willis e Greg Stafford (1986). Ghostbusters: A Frightfully Cheerful Roleplaying Game
- Greg Costikyan (1987) Star Wars
- Aaron Allston e Douglas Kaufman (1989). Ghostbusters International (seconda edizione di Ghostbusters: A Frightfully Cheerful Roleplaying Game.
- Greg Gorden, Douglas Kaufman, Bill Slavicsek (1990). Torg
- Greg Farshtey, Ed Stark (1993). Shatterzone. Ambientazione space opera, usa un derivato del regolamento di Torg.
- Ed Stark (1994). Masterbook. Sistema di gioco universale, derivato dal regolamento usato per Torg. Giochi sviluppati con questo regolamento:
  - Greg Farshtey, Brian Sean Perry, Peter Schweighofer (1994). The World of Indiana Jones. Ambientato nell'universo di Indiana Jones.
  - Greg Farshtey (1994). The World of Bloodshadows. Ambientazione fantasy/noir.
  - Shane Lacy Hensley (1995). The World of Aden. Basato su una serie di videogiochi di ruolo della SSI.
  - Bill Olmesdahl, Brian Schomburg (1995). The World of Tank Girl. Basato sull'universo del fumetto Tank Girl.
  - Teeuwynn Woodruff (1995). The World of Species. Basato sul film Specie mortale.
  - Edward Bolme (1995). The World of Necroscope. Basato sulla serie di romanzi della Necroscope Saga di Brian Lumley.
  - Greg Farshtey, Teeuwynn Woodruff (1996). The World of Tales from the Crypt. Basato sulla serie televisiva I racconti della cripta
- George Strayton (1996). The D6 System: The Customizable Roleplaying Game. Giochi sviluppati con questo regolamento:
  - John Robey, Peter Schwighofer, George Strayton, Paul Sudlow, Eric S. Trautmann (1996). Indiana Jones Adventures.
  - George Strayton, Nikola Vrtis. Men in Black (1997). Basato sul fim Men in Black
  - George Strayton (1998). Hercules & Xena Roleplaying Game. Basato sui telefilm Hercules e Xena - Principessa guerriera.
  - Fred Jandt, Nikola Vrtis (1999). DC Universe Roleplaying Game. Pubblicato come marchio della D6Legends sotto il controllo della Les Humanoïdes Associés, basato sui fumetti della DC Comics.
  - (2001). The Metabarons Roleplaying Game. Pubblicato come marchio della D6Legends sotto il controllo della Les Humanoïdes Associés.
  - Bill Coffin (2009). Bill Coffin's Septimus. Pubblicato come marchio della Purgatory Publishing in print-on-demand.

### Giochi da tavolo
Fonte:
- Doug Kaufman, Robert J. Kuntz, Tom Wham (1986). Kings & Things. Ha ricevuto il Charles S. Roberts Award come "Best Fantasy Board Game"[23]
- Greg Costikyan, John M. Ford, Doug Kaufman (1985). Star Trek III. Tre giochi in solitario ambientati nell'universo di Star Trek, ma con nulla in comune con il film di cui portano il nome.
- Steve Marsh (2005). Social Disorder. Gioco di carte ambientato nella scuola superiore.
- Greg Costikyan (1985). Star Trek: The Adventure Game. La Federazione dei Pianeti Uniti e l'Impero in competizione nell'esplorazione dello spazio.
- Bill Eberle, Jack Kittredge, Peter Olotka (1985). Star Trek: The Enterprise Encounter.
- Alfred Leonardi (1987). Star Wars: Star Warriors (1987) Una coppia di librogame che permette di giocare un duello tra un A-Wing, B-Wing, X-Wing o Y-Wing contro un caccia TIE o un intercettore TIE.
- Stephen Hand (1990) Star Wars: Escape from the Death Star. Un gioco cooperativo in cui i giocatori devono fuggire dalla Morte Nera (1990)
- Alfred Leonardi (1988). Lightsaber Dueling Pack. ISBN 0-87431-088-1. Una coppia di librogame simili alla serie Lost Worlds, in cui Luke Skywalker e Dart Fener si affrontano con la spada laser.
- Brad Freeman, Eric Goldberg, Doug Kaufmanm, Kevin Maroney e Ken Rolston (1985). Tales of the Arabian Nights. Gioco da tavolo di avventura.

### Wargame
Fonte:
- Vincent J. Cumbo, Albert A. Nofi, John Prados (1977). Salerno: Operation Avalanche. Simulazione degli sbarchi nel golfo di Salerno, sbarco a Salerno (1943)
- Albert A. Nofi (1979). Imperium Romanum: The Clash of Legions. Simulazione a livello strategico delle guerre combattute dall'Impero romano.
- Daniel Scott Palter (1979). Marlborough at Blenheim. Ricostruisce la battaglia di Blenheim (1704).
- Eric Goldberg, Daniel Scott Palter, John Prados (1980). Campaigns of Napoleon. Simulazione delle campagne napoleoniche.
- Michael Mills (1982). Kamakura. Gioco di guerra, diplomazia e intrigo ambientato all'epoca dello Shogunato Kamakura.
- Daniel Scott Palter, Helena Rubinstein (1982). Killer Angels. Wargame sull'offensiva del generale Lee nell'estate 1863.
- Greg Costikyan (1983). Bug-Eyed Monsters. Scenari di fantascienza basati sui film degli anni cinquanta, come Destinazione... Terra! (It cames from outer space).
- Perry Moore (1983). The Last Panzer Victory. Ricostruisce la battaglia di Debrecen (1944).
- Perry Moore (1983). Operation Badr. L'apertura della guerra del Kippur (1973).
- Richard H. Berg, Jon Southard (1984). The Battle of Shiloh. Simulazione della battaglia di Shiloh.
- Richard H. Berg (1984). Druid: Boudicca's Rebellion, 61 A.D.. La rivolta della principessa Budicca contro l'Impero romano.
- Greg Costikyan, Doug Kaufman (1984). Web and Starship. Wargame strategico di fantascienza, in cui la Terra si trova al centro dell'interesse di due imperi alieni. Vincitore del Charles S. Roberts Award come "Best Science-Fiction Board Game" del 1984.[4]
- Richard H. Berg, Jon Southard (1984). South Mountain. Ricostruzione delle azioni di retroguardia dell'Armata Confederata della Virginia Settentrionale contro l'Armata del Potomac del 14 settembre 1862.
- Joseph M. Balkoski, Greg Costikyan, Eric Goldberg e Tony Merridy (1985). Air Cav. Simulazione di combattimento tra elicotteri.
- Albert A. Nofi (1985). Imperium Romanum II.
- Eric Goldberg, Ben Grossman, Vincent Tsao (1985). Junta, ristampa del gioco già pubblicato dalla Capri nel 1979. Gioco da tavolo ambientato in una repubblica delle banane.
- Joseph M. Balkoski (1986). Against the Reich. Seconda guerra mondiale
- Greg Costikyan (1986). Price of Freedom. Guerra di resistenza dopo una fittizia invasione degli Stati Uniti da parte dell'Unione Sovietica. Può essere giocato sia come wargame su mappa esagonale, sia come gioco di ruolo. Lo stesso anno furono due espansioni, sempre di Costikyan, Price of Freedom Gamemaster Pack e Your Own Private Idaho.
- Bruce S. Maxwell (1986). Air & Armor. Ipotetica invasione della Germania Federale da parte delle forze del Patto di Varsavia.
- Richard H. Berg, Jon Southard (1986). Chickamauga. Simulazione della battaglia di battaglia di Chickamauga, vincitore del Charles S. Roberts Award come "Best Pre-Twentieth Century Game"[23]
- Eric Goldberg, Guy Hail, John Hill (1986). Eastern Front Tank Leader. Primo gioco della serie Tank Leader
- John H. Butterfield (1986). RAF. Wargame in solitario sulla battaglia d'Inghilterra (1940)
- Joseph M. Balkoski (1986). St-Lô. Ricostruzione dei combattimenti per il controllo di Saint-Lô, durante la battaglia di Normandia (1944).
- Jon Southard (1986). Rommel in North Africa: The War in the Desert 1941-42. La campagna d'Africa di Erwin Rommel.
- Bill Eberle, Jack Kittredge, Bill Norton, Peter Olotka. (1986) Cosmic Encounter. Riedizione del classico gioco pubblicato per la prima volta dalla EON.
- Jon Southard (1987). Fire Team. Scontri a livello tattico tra truppe statunitensi e sovietiche nella Germania occidentale.
- John H. Butterfield (1987). Soldiers: Man-to-Man Combat in World War II. Combattimenti uomo contro uomo nella seconda guerra mondiale.
- Paul Murphy (1988). Assault on Hoth: The Empire Strikes Back. Simulazione del combattimento iniziale del film Guerre stellari - L'Impero colpisce ancora.
- Peter Corless (1989). Desert Steel. Terzo gioco della serie Tank Leader
- Peter Corless (1989). Star Wars: Battle for Endor. Gioco in solitario.
- Stephen Crane, Paul Murphy (1991). Star Wars Miniatures Battles